# Balta vilis
Balta vilis är en kackerlacksart som först beskrevs av Brunner von Wattenwyl 1865.  Balta vilis ingår i släktet Balta och familjen småkackerlackor. Inga underarter finns listade.